# SBB Ae 6/6 sorozat

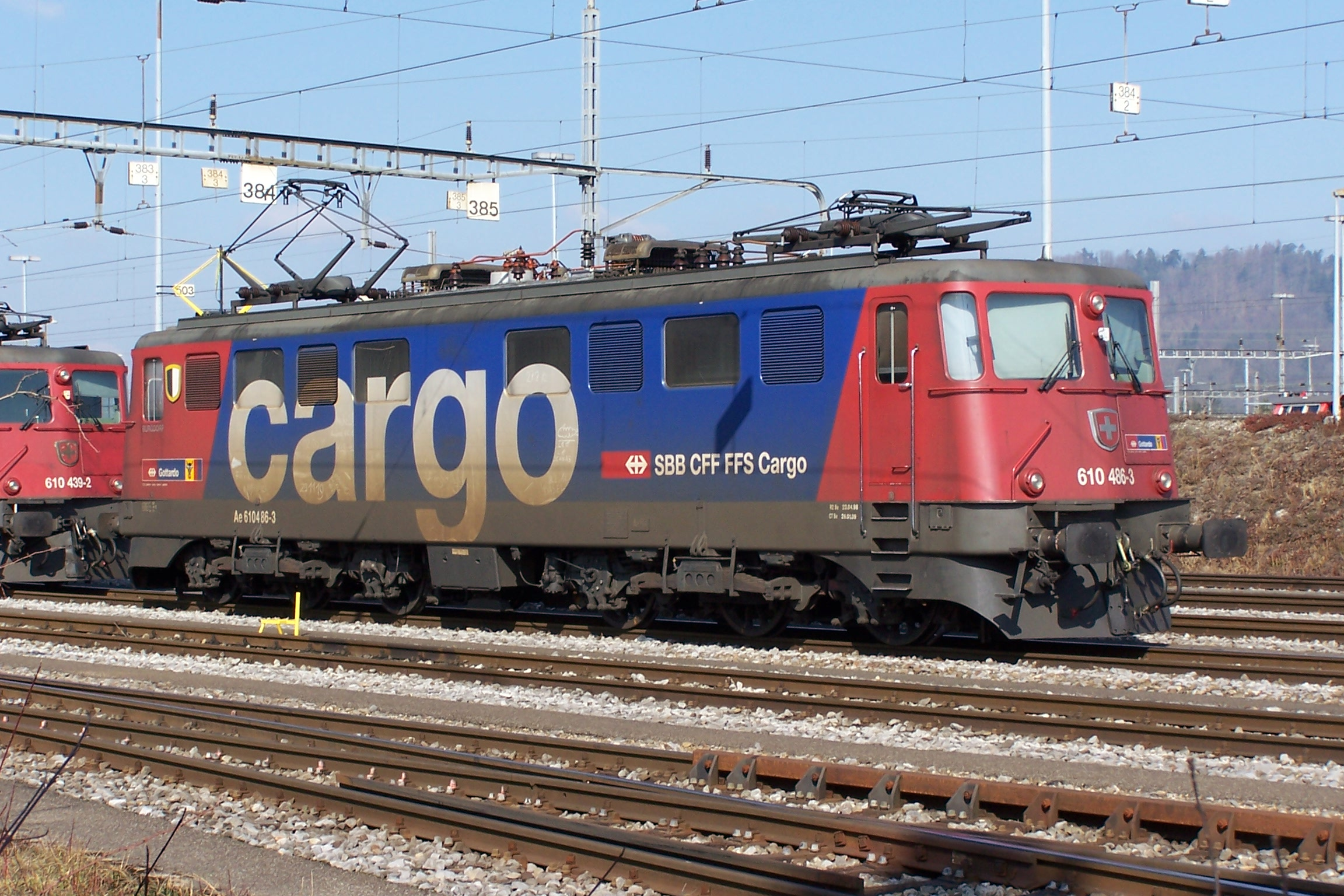
SBB Cargo festéssel

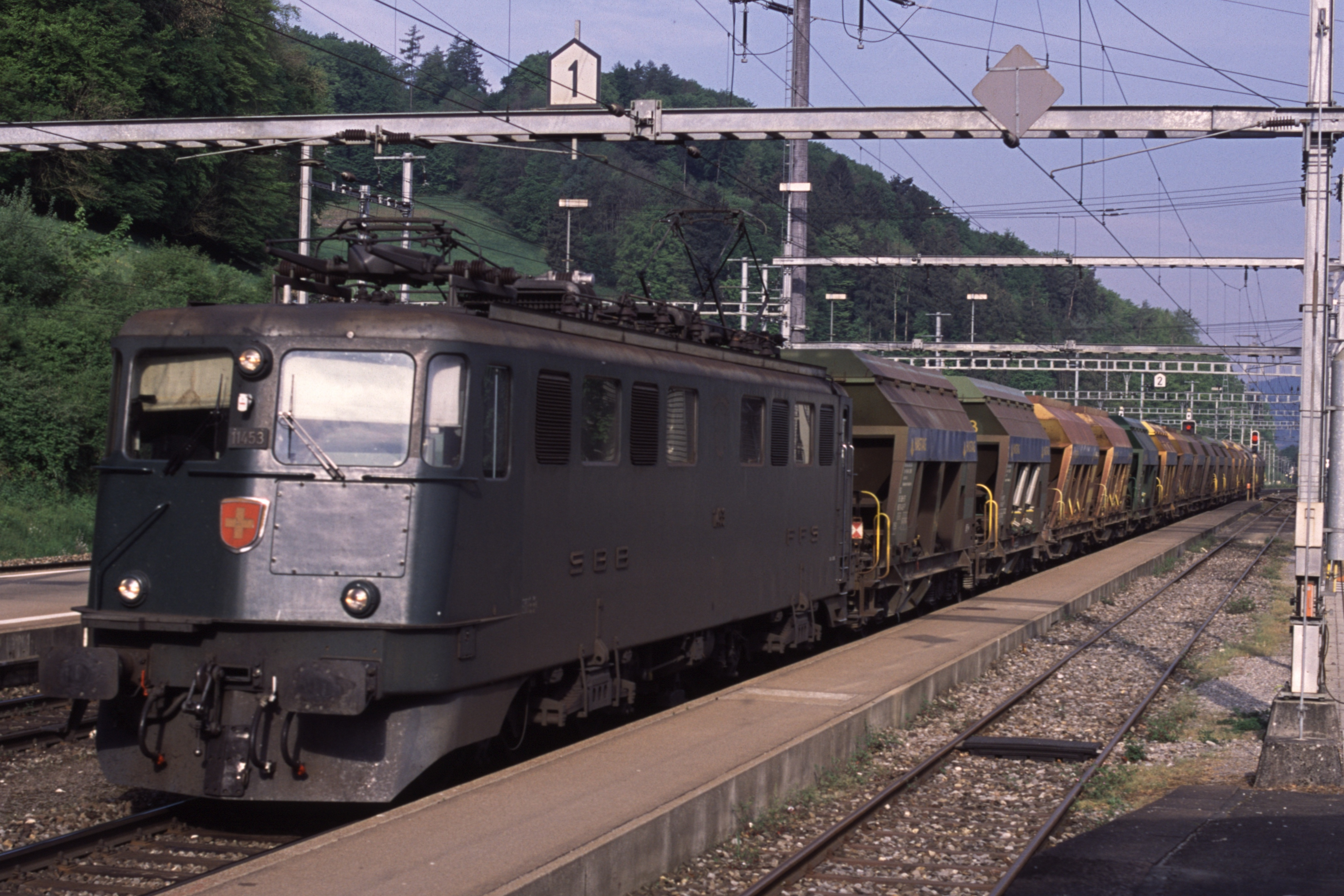

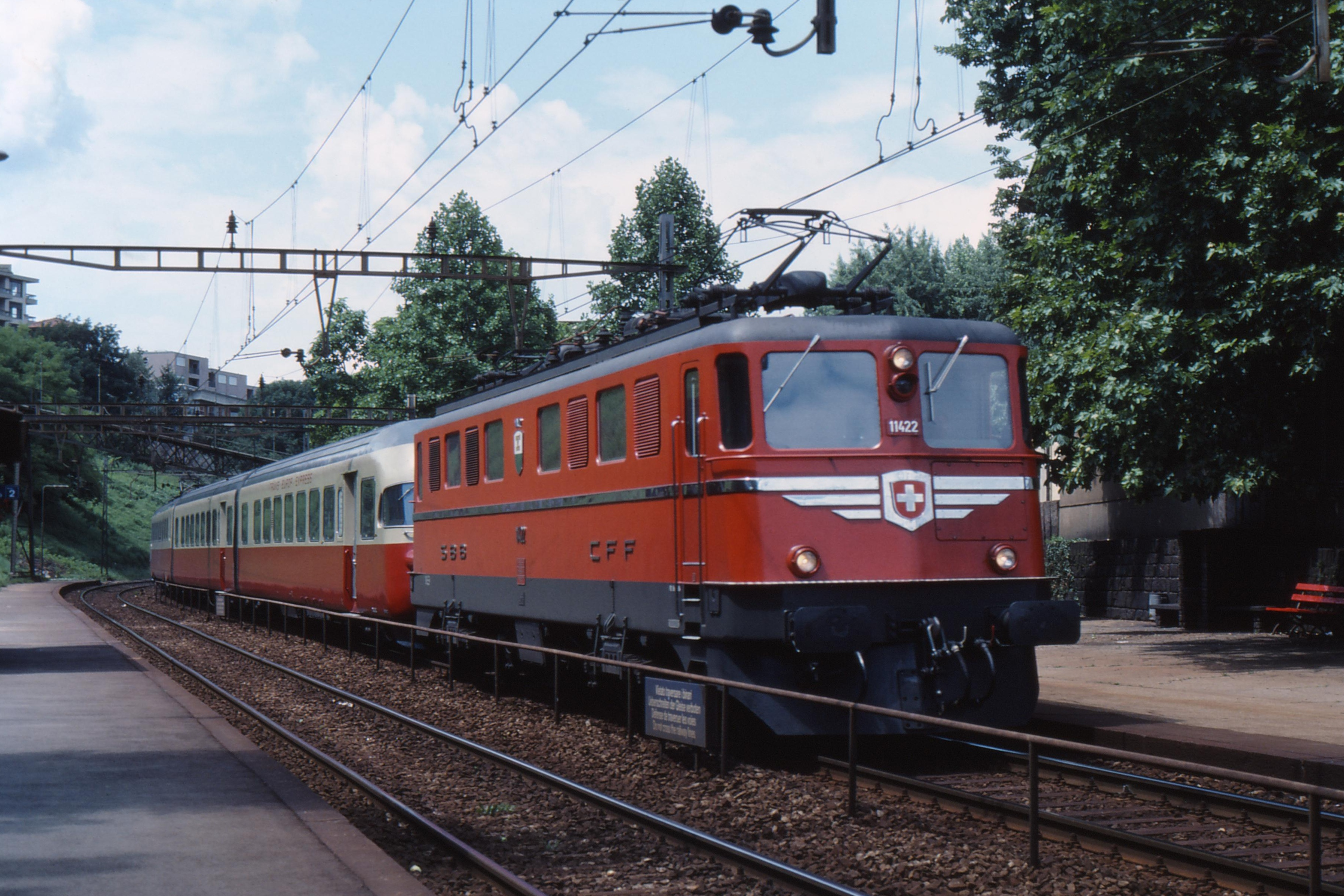

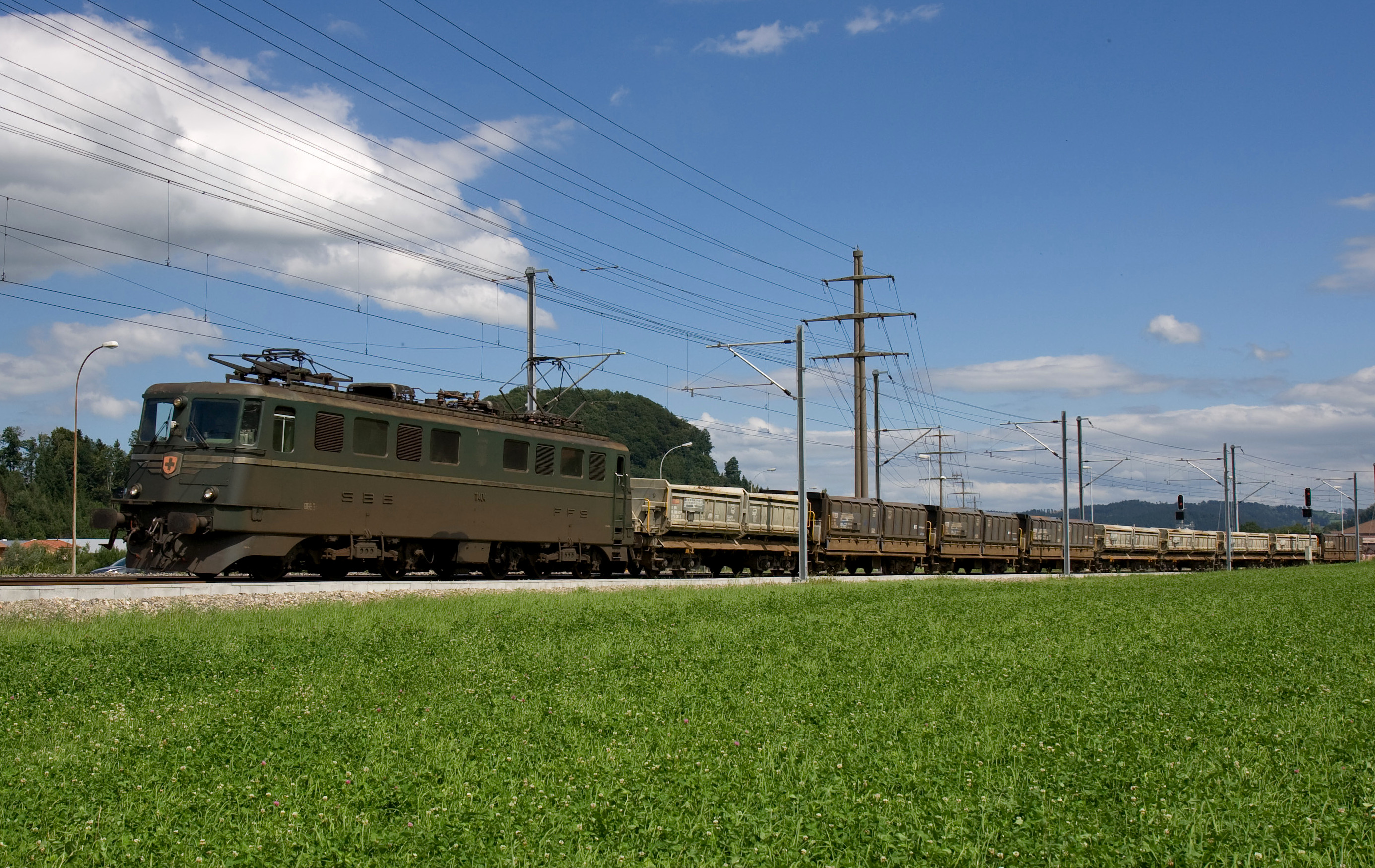

Az SBB Ae 6/6 sorozat egy nagyteljesítményű, hattengelyes, Co'Co' tengelyelrendezésű svájci villamosmozdony-sorozat. A mozdonyok nagy része a mai napig üzemel Svájc kisebb emelkedésű vonalain a teherforgalomban. 1952-ben, majd 1955 és 1966 között az SLM, a BBC, a Baden és az MFO összesen 120 db mozdonyt gyártott. Ahogy a nagyvilágban ismerik a "kantonmozdony", mivel az első 25 példányt a Svájcban lévő kantonok után neveztek el. Ezen mozdonyok közös ismertető jegye az oldalán és mozdony homlokfalán húzódó króm sávok, valamint oldalukat a névadó a kanton neve és annak címere díszíti. Minden gépre jellemző viszont a homlokfalán lévő Svájci címer, melyet az ablakok alatt, középen helyeztek el, amit a későbbi államvasúti gépeken is elhelyeztek. A további 95 mozdony nem kantonokról, hanem azok székhelyeikről és híresebb városokról lett elnevezve, melyek viszont a klasszikus króm díszítést már nem kapták meg.
Építésükkor minden mozdony az SBB egyen zöld színét viselte, melyet a nyolcvanas években az új SBB vöröse váltott fel, a gépet egyik része a régi színében másik az újabb vörösben pompázik. Minden mozdony az oldalán króm oldalanként eltérően az SBB-CFF vagy SBB-FFS feliratot hordja magán. A mozdonyok legújabban a SBB Cargo színterve szerint kék-vörösre vannak festve.

## Kialakulásának története
Érkezésük előtt a Gotthard vonalon Ae 4/6, Ae 4/7 és Ae 6/8 (krokodil) sorozatú mozdonyok voltak az általánosan elterjedt járművek. Jellemző volt ekkoriban, hogy ezen vontatójárműveknek a teljesítménye nem bizonyult elegendőnek, ezért sokszor csatolva vagy ún. kapcsolt tolómozdonnyal kellett a vonatokat továbbítaniuk. Ennek a rendkívül gazdaságtalan módszernek szerettek volna véget vetni az új gépek érkezésével. Ezért az SBB-nek szüksége volt egy jóval erősebb mozdonyra, amit 1949 kezdtek el tervezni. Az új járműveknek meg kellett felelniük olyan követelményeknek, mint 600 tonna tömegű vonatok továbbítása 26‰ emelkedőn 75 km/h sebességgel. Az első prototípus 1952-ben érkezett az SBB-hez 11401 pályaszámon.

## Tapasztalatok a prototípus járművekkel
Az érkezésük után a prototípus mozdonyok egy nagyon hosszú és kemény tartampróbának lettek kitéve. A mozdonyban a vontatómotorok két háromtengelyes forgóvázban lettek elhelyezve monómotoros elrendezésben, így tengelyelrendezése Co'Co'. A kerekek csapágyvezetése merev kivitelű volt, melyek az idő múlásával a mozdony legsérülékenyebb, legnagyobb karbantartásigényű elemei lettek. Ezen hátrányos tulajdonságai ellenére is ezt az szerkezetet találta az SBB továbbfejlesztésre alkalmasnak, így a sorozatgyártás 1954-ben megkezdődhetett. Az első szériamozdonyok 1955 érkeztek meg az SBB-hez.

## Különbségek a sorozatjárműveken
Az Svájcban jellemző szűk ívek miatt a pályára gyakorolt kedvezőtlen hatása és a kerekeinek kopásának csökkentése érdekében a futóműveket áttervezték a sorozatjárműveken. A forgóvázakban lévő középső kerékpár csapágyvezetékét rugalmas, oldal irányban kimozdulni képes szerkezetre cserélték, a további kopáscsökkentés elérése érdekében ezen kerékpárok módosított, vékonyabb nyomkarimákat kaptak.

## A mozdonyok fénykora
Az 1950-es-1960-as években az Ae 6/6-os mozdonyok mind személy, mind tehervonatok vontatásában jeleskedtek. A mozdonyok karbantartására kijelölt telephely Bellizona volt. A prototípus mozdonyok már a '60-as években nyugdíjba vonultak a Gotthard vonalról. Ezt követően a többi gép is lassan kiszorultak a Gotthárd-vasútvonalról, de jelentős részük a mai napig szolgálatban maradtak. Az SBB új járművének az Re 6/6 érkezése után a gépek működési területük a Svájci Fennsíkra korlátozódott. Ettől az időtől kezdve a teherszállításra kezdték használni a mozdonyokat az alacsony megengedett legnagyobb sebességük miatt, kivéve a BLS által bérelt mozdonyok, melyek gyakran InterCityket továbbítottak a Lötschberg vonaton.
A prototípus 11401 1952-ben a 11402 1953-ban érkezett tartampróbára. Általános volt, kétnapos fordulóban tesztelték a prototípusokat, melyek futásteljesítménye meghaladta a 900 km naponta. A nyúzópróba alatt megsérült vontatómotorok pótlására nem volt lehetőség cserealkatrészek hiánya miatt, ezért azok sérülésekor a vontatómotorok helyére ballasztot építettek be a tengelynyomás kiegyenlítése végett. Ilyenkor a kisebb teljesítményű Ae 4/7-es villamos mozdonyok fordáját járták a gépek.
A sorozatjárművek 11403-11520 1955 és 1966 között folyamatosan érkeztek, ezáltal kiváltották az öregebb Ae 4/7 és Ae 4/6 mozdonyokat. Megközelítőleg húsz éven keresztül minden személy- és tehervonatot a Gotthard vonalon Ae 6/6-os járművek továbbították.

## Hetvenes évektől a kilencvenes évekig
Habár a hetvenes években a 11401 és 11402 járművek is megkapták a sorozatra jellemző módosításokat, de azok teljesítőképességeit sohasem érték el. Az egyeduralkodó trakció kiváltása 1971-ben jött el, mikor megjelentek az Re 4/4 III sorozat mozdonyok. Valódi leváltásukra azonban 1975-ig várni kellett a legújabb Re 6/6-os mozdonyok megérkezéséig, melyek azonnal átvették szerepüket közel kétszer akkora teljesítményükkel. Ekkor kerültek át a sokkal "lejtősebb" Svájci Fennsíkra.

## Moduláris felépítés
A sorozatjárművek már moduláris felépítési rendszerrel készültek, ezáltal a fő szerkezeti elemek cseréje rendkívül gyorssá és megbízhatóvá vált.

## A Winterthur-i baleset
1989. április 12-én a 11401 pályaszámú «Ticino» mozdony összeütközött egy Re 4/4 II mozdonnyal. A mozdony egyharmada megsemmisült a balesetben, de Bellinzonában a mozdonyt újraépítették. Így lett ez a legújabb építésű Ae 6/6-os, de rendkívül magas költségekkel kapott egy második esélyt az első és egyben utolsó Ae 6/6-os.

## A XXI. században
1990-ben az összes mozdony átkerült az SBB-Cargohoz, egy nagyon megbízható tehervonati mozdonyhoz juttatva a teherszállító céget.
Tény, hogy az Ae 6/6-os mozdonyok háromtengelyes forgóvázaik kiérdemelték a "sínek gyilkosa" nevet, összehasonlítva a kéttengelyes forgóvázakkal. Mégis legnagyobb hátrányának a "multiple unit train control" (távvezérlés) hiányát róják fel neki, ami miatt nem lehet más mozdonyokkal csatolva közlekedtetni. Ezek miatt a mozdonyok felújítása igen kétséges.
Elhatározták a vezetőállás ismétlőjelző felszerelését is a mozdonyokban, hogy a jelfeladással rendelkező vonalakon is használható legyen a típus. Az első ilyen mozdony amit kísérletképpen átalakítottak a 11512 «Horgen».
A megmaradt mozdonyokat teherszállításra alkalmazzák, bár ezek általában csak magukban állnak egy-egy rendezőpályaudvaron, ahol az őket díszítő kanton pajzsokat lelopták róluk, mivel azok igazi relikviák voltak.
2005 márciusában az SBB-Cargo ezeket a megmaradt díszeket átadta az SBB-Historicnak.
2009. április 6. - az SBB 65 mozdonyt kivont a forgalomból a gazdasági világválság miatt, 53 mozdonynak kétes a jövője, 12 pedig szét fognak bontani alkatrészeiért.

## Nevek
Az összes mozdony nevet kapott:
| Svájci kantonokról 11401–11425 | Svájci kantonokról 11401–11425 | Svájci kantonokról 11401–11425 |       | Svájci kanton-fővárosról 11425–11450 | Svájci kanton-fővárosról 11425–11450 | Svájci kanton-fővárosról 11425–11450 |       | Egyéb svájci régióról 11451–11520 | Egyéb svájci régióról 11451–11520 | Egyéb svájci régióról 11451–11520 | Egyéb svájci régióról 11451–11520 | Egyéb svájci régióról 11451–11520 | Egyéb svájci régióról 11451–11520 | Egyéb svájci régióról 11451–11520 |
| 11401                          |                                | Ticino                         | 11426 |                                      | Zürich város                         | 11451                                |       | Winterthur                        |                                   | 11486                             |                                   | Burgdorf                          |                                   |                                   |
| 11402                          |                                | Uri                            | 11427 |                                      | Bern város                           | 11452                                |       | Baden                             | 11487                             |                                   | Langenthal                        |                                   |                                   |                                   |
| 11403                          |                                | Schwyz                         | 11428 |                                      | Luzern város                         | 11453                                |       | Arth-Goldau                       | 11488                             |                                   | Mendrisio                         |                                   |                                   |                                   |
| 11404                          |                                | Luzern kanton                  | 11429 |                                      | Altdorf                              | 11454                                |       | Yverdon                           | 11489                             |                                   | Airolo                            |                                   |                                   |                                   |
| 11405                          |                                | Nidwalden                      | 11430 |                                      | Schwyz                               | 11455                                |       | Biel / Bienne                     | 11490                             |                                   | Rotkreuz                          |                                   |                                   |                                   |
| 11406                          |                                | Obwalden                       | 11431 |                                      | Sarnen                               | 11456                                |       | Olten                             | 11491                             |                                   | Wohlen                            |                                   |                                   |                                   |
| 11407                          |                                | Aargau                         | 11432 |                                      | Stans                                | 11457                                |       | Romanshorn                        | 11492                             |                                   | Emmen                             |                                   |                                   |                                   |
| 11408                          |                                | Solothurn                      | 11433 |                                      | Glarus                               | 11458                                |       | Rorschach                         | 11493                             |                                   | Sissach                           |                                   |                                   |                                   |
| 11409                          |                                | Basel Land                     | 11434 |                                      | Zug                                  | 11459                                |       | Chiasso                           | 11494                             |                                   | Schlieren                         |                                   |                                   |                                   |
| 11410                          |                                | Basel Stadt                    | 11435 |                                      | Fribourg                             | 11460                                |       | Lugano                            | 11495                             |                                   | Bülach                            |                                   |                                   |                                   |
| 11411                          |                                | Zug kanton                     | 11436 |                                      | Stadt Solothurn                      | 11461                                |       | Locarno                           | 11496                             |                                   | Stadt Wil                         |                                   |                                   |                                   |
| 11412                          |                                | Zürich                         | 11437 |                                      | Stadt Basel                          | 11462                                |       | Biasca                            | 11497                             |                                   | St.Margrethen                     |                                   |                                   |                                   |
| 11413                          |                                | Schaffhausen                   | 11438 |                                      | Liestal                              | 11463                                |       | Göschenen                         | 11498                             |                                   | Buchs SG                          |                                   |                                   |                                   |
| 11414                          |                                | Bern/Berne                     | 11439 |                                      | Schaffhausen                         | 11464                                |       | Erstfeld                          | 11499                             |                                   | Sargans                           |                                   |                                   |                                   |
| 11415                          |                                | Thurgau                        | 11440 |                                      | Herisau                              | 11465                                |       | Oerlikon                          | 11500                             |                                   | Landquart                         |                                   |                                   |                                   |
| 11416                          |                                | Glarus                         | 11441 |                                      | Appenzell                            | 11466                                |       | Sursee                            | 11501                             |                                   | Renens                            |                                   |                                   |                                   |
| 11417                          |                                | Fribourg/Freiburg              | 11442 |                                      | St.Gallen                            | 11467                                |       | Zofingen                          | 11502                             |                                   | Nyon                              |                                   |                                   |                                   |
| 11418                          |                                | Sankt Gallen kanton            | 11443 |                                      | Chur Coire                           | 11468                                |       | Lenzburg                          | 11503                             |                                   | Payerne                           |                                   |                                   |                                   |
| 11419                          |                                | Appenzell I.R.                 | 11444 |                                      | Aarau                                | 11469                                |       | Thalwil                           | 11504                             |                                   | Le Locle                          |                                   |                                   |                                   |
| 11420                          |                                | Appenzell A.R.                 | 11445 |                                      | Frauenfeld                           | 11470                                |       | Brugg                             | 11505                             |                                   | Lyss                              |                                   |                                   |                                   |
| 11421                          |                                | Grischun / Graubünden          | 11446 |                                      | Bellinzona                           | 11471                                |       | Pratteln                          | 11506                             |                                   | Grenchen, Granges (Soleure)       |                                   |                                   |                                   |
| 11422                          |                                | Vaud                           | 11447 |                                      | Lausanne                             | 11472                                |       | Brig                              | 11507                             |                                   | Wildegg                           |                                   |                                   |                                   |
| 11423                          |                                | Valais/Wallis                  | 11448 |                                      | Sion                                 | 11473                                |       | Saint-Maurice                     | 11508                             |                                   | Wettingen                         |                                   |                                   |                                   |
| 11424                          |                                | Neuchâtel                      | 11449 |                                      | Neuchâtel                            | 11474                                |       | Vevey                             | 11509                             |                                   | Gossau (Saint-Gall)               |                                   |                                   |                                   |
| 11425                          |                                | Genève                         | 11450 |                                      | Ville de Genève                      | 11475                                |       | Vallorbe                          | 11510                             |                                   | Rheinfelden                       |                                   |                                   |                                   |
| 11483                          |                                | Jura                           | 11482 |                                      | Delémont                             | 11476                                |       | Les Verrières                     | 11511                             |                                   | Dietikon                          |                                   |                                   |                                   |
|                                |                                |                                |       |                                      |                                      |                                      | 11477 |                                   | Martigny                          | 11512                             |                                   | Horgen                            |                                   |                                   |
| 11478                          |                                | Sierre                         | 11513 |                                      | Wallisellen                          |                                      |       |                                   |                                   |                                   |                                   |                                   |                                   |                                   |
| 11479                          |                                | Visp                           | 11514 |                                      | Weinfelden                           |                                      |       |                                   |                                   |                                   |                                   |                                   |                                   |                                   |
| 11480                          |                                | Montreux                       | 11515 |                                      | Kreuzlingen                          |                                      |       |                                   |                                   |                                   |                                   |                                   |                                   |                                   |
| 11481                          |                                | La Chaux-de-Fonds              | 11516 |                                      | Baar                                 |                                      |       |                                   |                                   |                                   |                                   |                                   |                                   |                                   |
| 11482                          |                                | Delémont                       | 11517 |                                      | Brunnen                              |                                      |       |                                   |                                   |                                   |                                   |                                   |                                   |                                   |
| 11483                          |                                | Porrentruy                     | 11518 |                                      | Flüelen                              |                                      |       |                                   |                                   |                                   |                                   |                                   |                                   |                                   |
| 11484                          |                                | Romont                         | 11519 |                                      | Giubiasco                            |                                      |       |                                   |                                   |                                   |                                   |                                   |                                   |                                   |
| 11485                          |                                | Thun                           | 11520 |                                      | Langnau i.E.                         |                                      |       |                                   |                                   |                                   |                                   |                                   |                                   |                                   |